# 圆叶节节菜
圓葉節節菜（學名：Rotala rotundifolia (Wallich ex Roxb.) Koehne, 1880），又名水豬母乳、小圓葉，是千屈菜科水豬母乳屬的一種植物。是一種常見於熱帶亞洲的水草，具有觀賞、藥用等功能。

## 形態

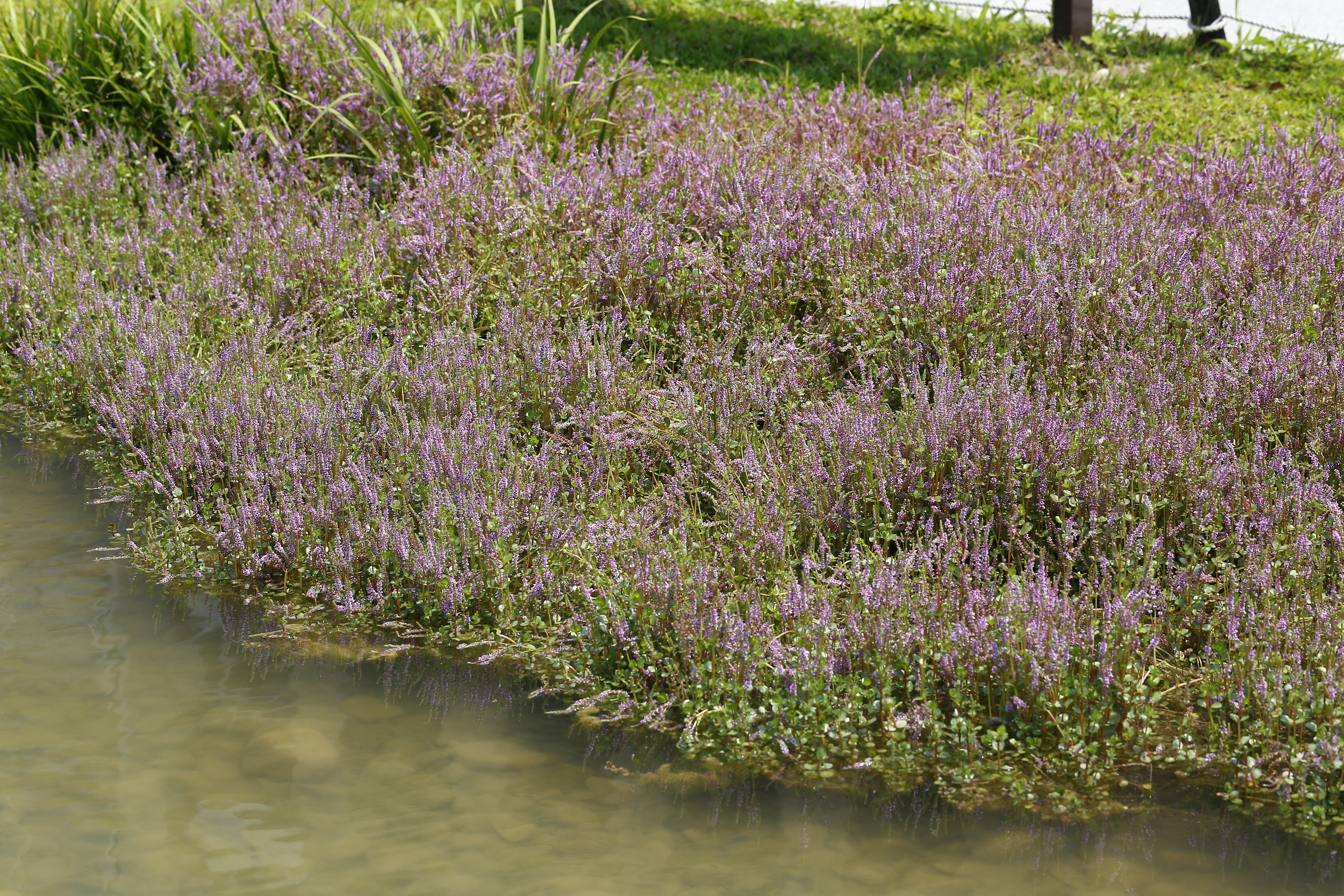
群生之圓葉節節菜族群

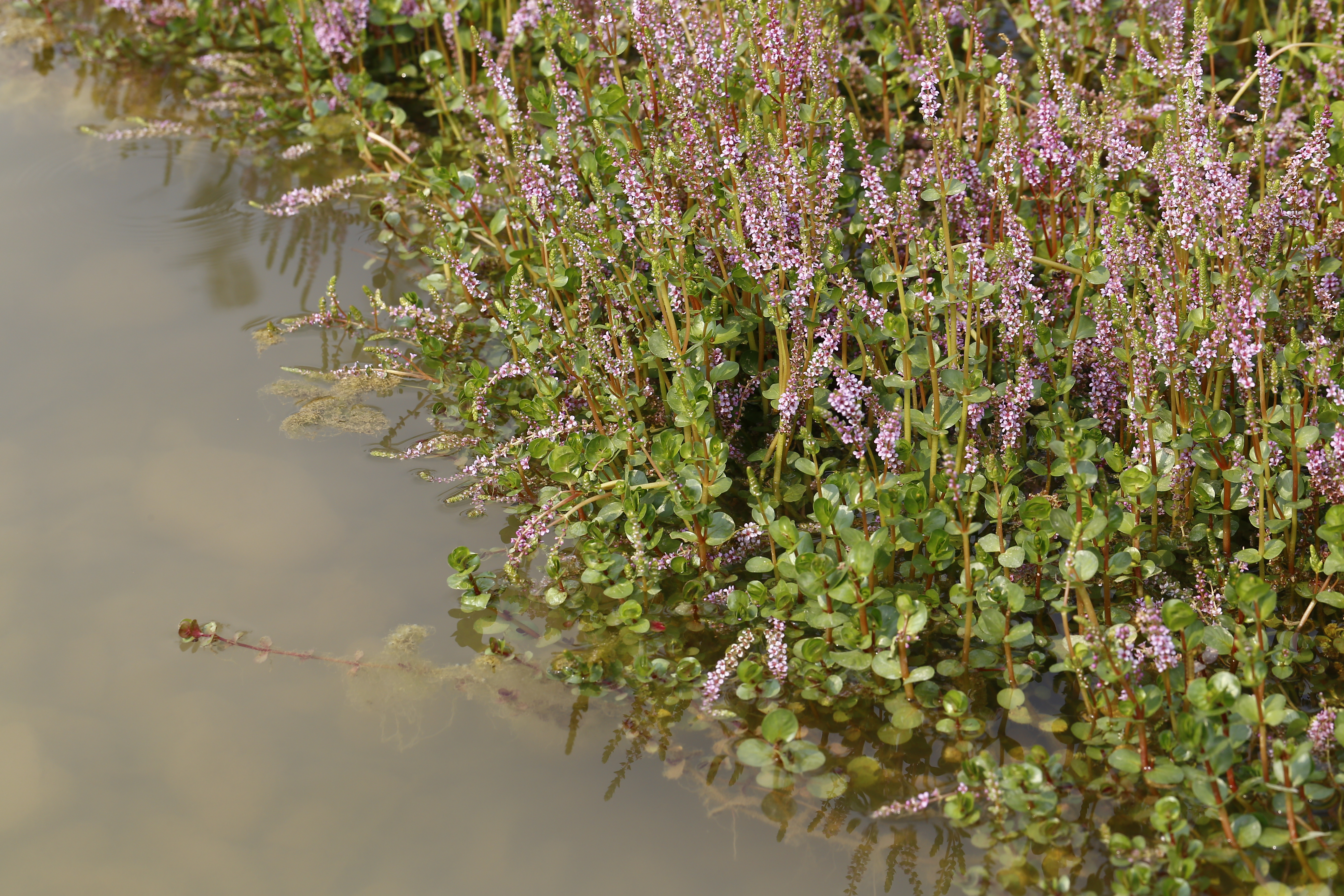
圓葉節節菜之群生族群特寫

### 葉

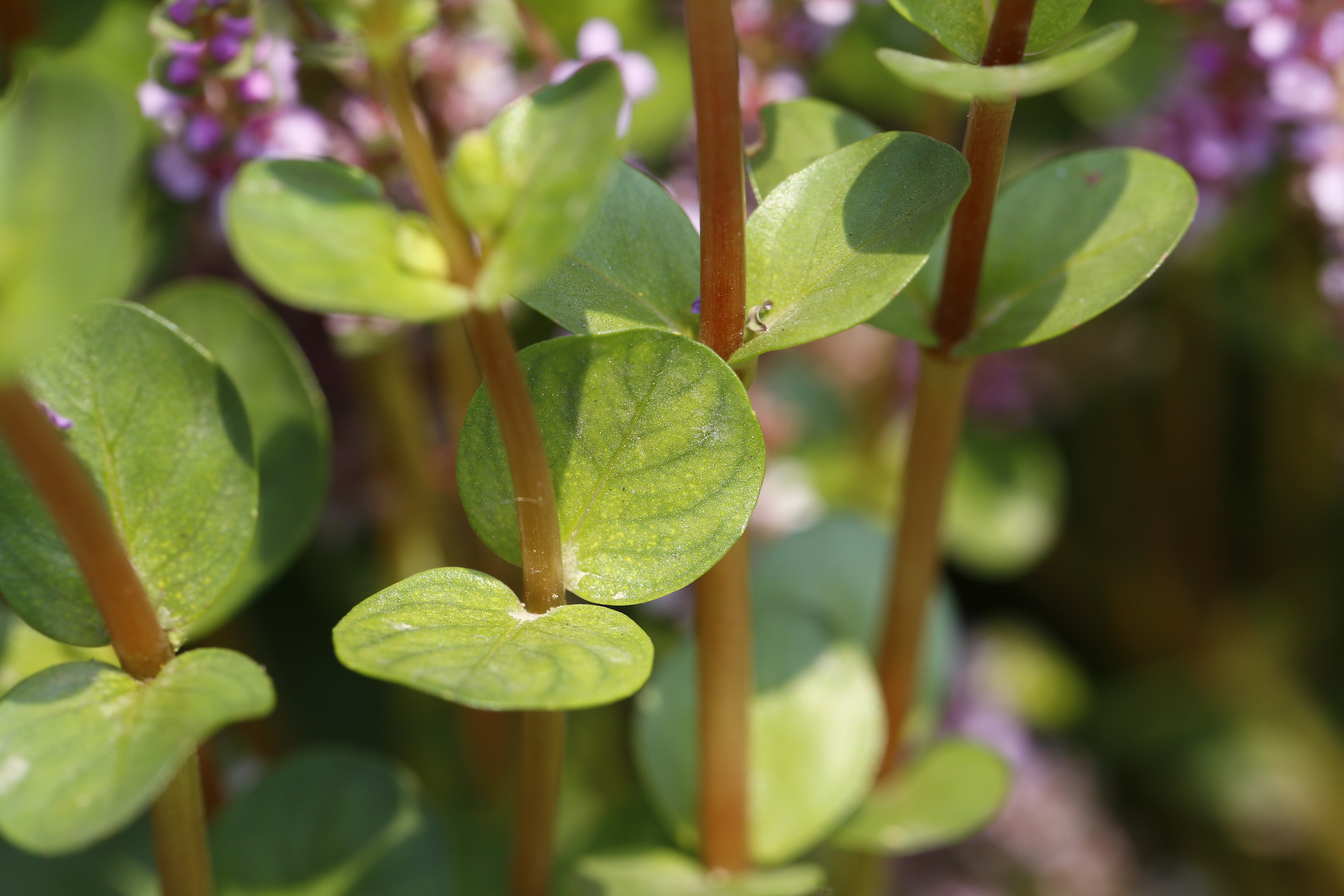
圓葉節節菜的葉部特寫

- 葉兩型，挺水葉對生，無柄或近乎無柄，橢圓形至倒卵形或圓形，長5~12公厘，寬4~10公厘，前端圓形，葉基窄縮。
- 沉水葉對生或三枚輪生，葉形及葉色變化大，葉形呈卵形至線形，葉色呈綠色、黃色或紫紅色。
- 側脈4-7對。[5][6][7][8][9]

### 莖

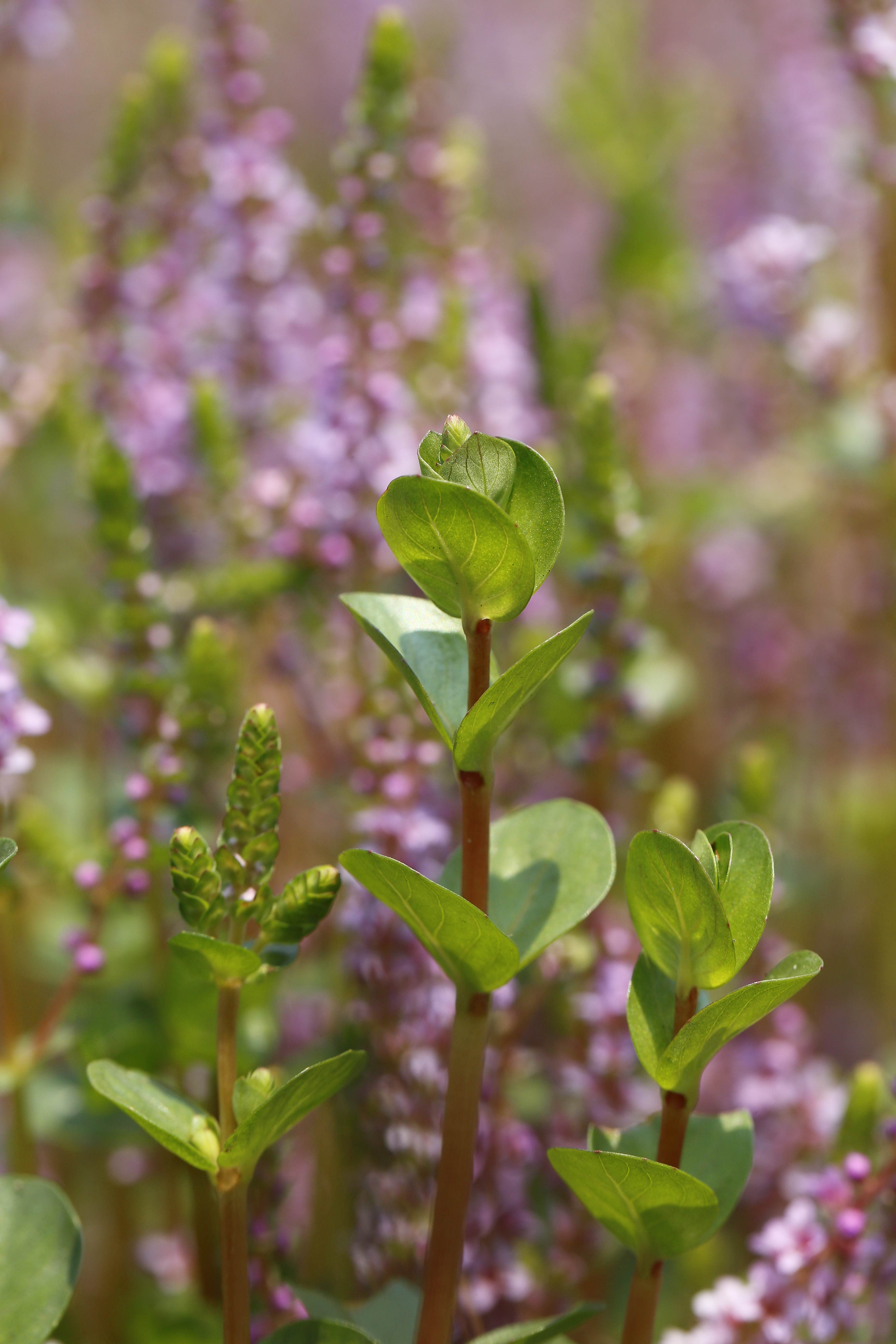
圓葉節節菜的莖與葉

莖細長圓筒狀，直立但基部略匍匐，光滑無毛，紫紅色至綠色，分支少，高5~30公分。

### 根
易從水中之節上長出不定根。

### 花

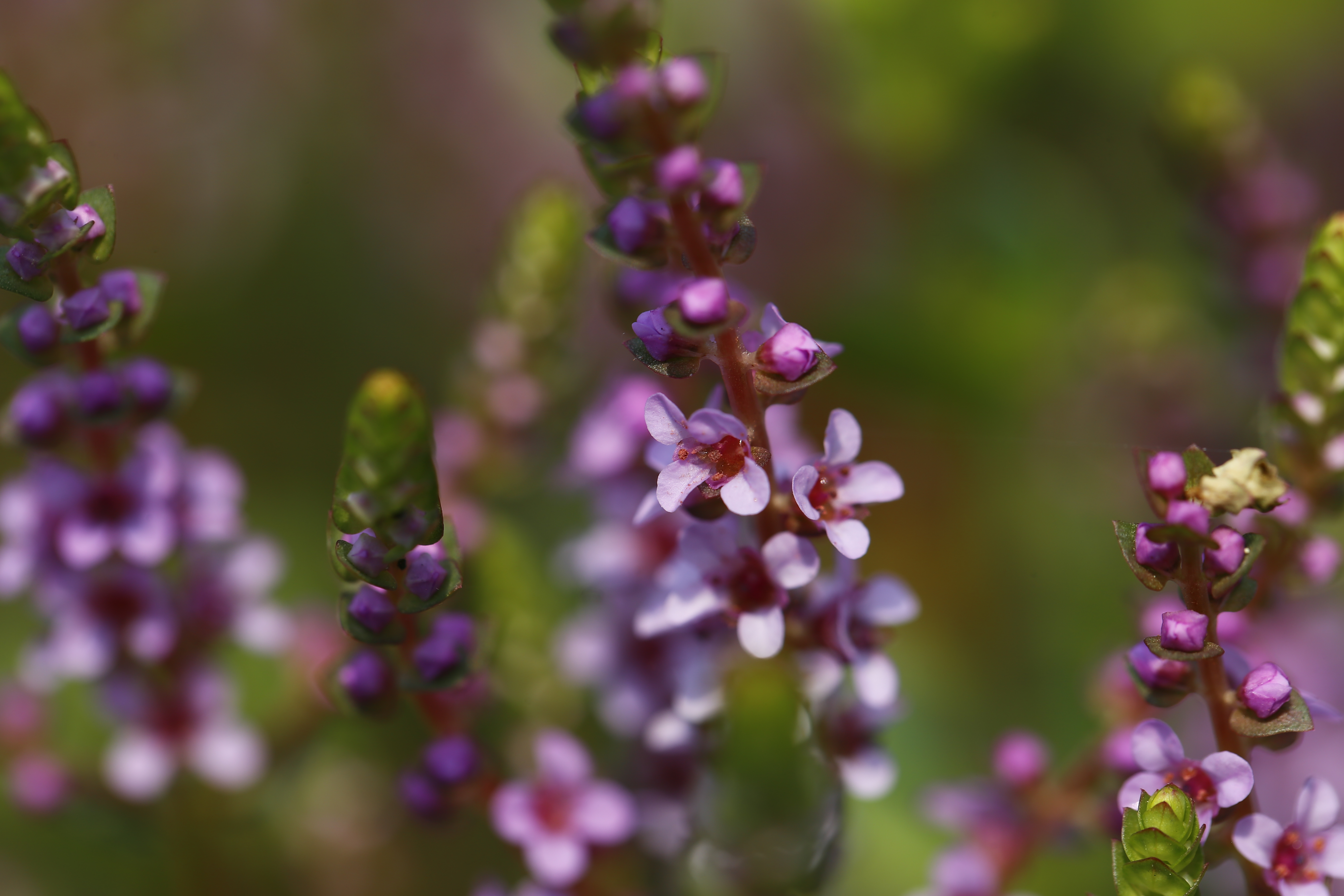
圓葉節節菜的花部特寫

- 穗狀花序生於支條末端，花單生於苞腋內，紫紅色，長1~5公分。
- 具有苞片，2枚小苞片披針形，與萼筒長度相近。
- 萼筒倒錐狀，約2公分，具4裂，分別為三角形，前端尖銳。
- 花冠具4枚花瓣，寬橢圓形至卵形，較萼管略長或稍短。
- 4枚雄蕊，4枚心皮。[3][6][7]

### 果實
蒴果，橢圓形，長大於寬，果殼3~4片，萼宿存。

### 種子
種子橢圓形，長約0.5mm且長度不及寬之兩倍。

## 分布

### 世界性
分布於熱帶及亞熱帶之亞洲地區，包括日本、韓國、臺灣、中國大陸(華北平原以南、海南島)、中南半島(越南)、菲律賓、印度等。

### 臺灣
臺灣全島之平地至低海拔山區之水田、溝渠、溼地、池塘、沼澤等潮濕處常可發現。

## 習性
- 一年生草本植物，水生，挺水或沉水。
- 常成群生長。
- 喜潮濕、高光、低水溫、中性至弱酸性軟水。
- 花期為春夏兩季為主，但亦有全年開花之可能[1][2][3][11]

## 藥用
全株可鮮用、搗敷或煎服。性涼，解熱。
- 內服可達清熱解毒、降血壓、健脾利濕、消腫、退癀之效，能治眼病、肺熱、喉痛、咳嗽、痢疾、黃疸、小便淋痛。
- 外用能治燙傷、皮膚發炎或感染。[3][4][12]

## 外部連結
- Tropica（页面存档备份，存于）
- AquaHobby（页面存档备份，存于）
- US introduction
- Plant Geek - illustrated
- sp Green（页面存档备份，存于）